# Filippo II di Namur
Filippo di Courtenay (in francese: Philippe II de Courtenay-Namur; 1194 – Saint-Flour, 1226) è stato Marchese reggente di Namur, dal 1217 al 1219, poi Marchese di Namur dal 1219 alla sua morte.

## Origine
Filippo, secondo la Chronica Albrici Monachi Trium Fontium, era figlio del signore di Courtenay, Marchese consorte di Namur, che era stato Conte consorte e poi conte reggente di Nevers d'Auxerre e di Tonnerre e futuro imperatore latino di Costantinopoli, Pietro II di Courtenay e della Marchesa di Namur e futura imperatrice reggente dell'impero latino di Costantinopoli, Iolanda di Fiandra, che, ancora secondo la Chronica Albrici Monachi Trium Fontium, era la figlia femmina secondogenita del Conte di Hainaut, Marchese di Namur e Conte di Fiandra, Baldovino V di Hainaut e della Contessa di Fiandra, Margherita d'Alsazia che, secondo la Flandria Generosa (Continuatio Claromariscensis) era la figlia femmina secondogenita del conte delle Fiandre, Teodorico di Alsazia (1099 circa – 4 gennaio 1168) e di Sibilla d'Angiò (1112 circa – 1165).
Pietro II di Courtenay, sempre secondo la Chronica Albrici Monachi Trium Fontium a monacho novi monasterii hoiensis interpolata era figlio di Pietro e della moglie Elisabetta di Courtenay , che secondo la Historia Regum Francorum era figlia del signore di Courtenay, Rinaldo e della prima moglie Helvise di Donjon.

## Biografia
Dopo la morte, nel 1216, del fratello di sua madre, Iolanda, suo zio, Enrico di Fiandra, Imperatore Latino di Costantinopoli, i baroni avevano scelto come successore Andrea II d'Ungheria, che però rifiutò; il trono dell'Impero latino di Costantinopoli rimase vacante sino a che suo padre, Pietro, fu eletto imperatore, come ci conferma la Ex Historia Episcoporum Autissiodorensium, che ci conferma anche che Pietro e Iolanda furono incoronati a Roma da Papa Onorio III, il 9 aprile 1217.
Filippo era rimasto a Namur come Marchese reggente di Namur.
Sempre secondo la Chronica Albrici Monachi Trium Fontium, suo padre, Pietro, durante il viaggio di trasferimento da Roma a Costantinopoli fu assalito e fatto prigioniero dal Despota d'Epiro, Teodoro Angelo Comneno Ducas, e di lui non si ebbero più notizie, mentre la madre, Iolanda, con le sue sorelle giunse a Costantinopoli, via mare, e dovette regnare come reggente.
 Poco dopo (1219), però, sua madre, Iolanda morì. Sul trono di Costantinopoli le succedette il suo secondo figlio Roberto di Courtenay, dopo il rifiuto opposto da Filippo, che le era succeduto, nel Marchese di Namur; Filippo riteneva la situazione in oriente troppo precaria.
La pretesa di Ermesinda di Lussemburgo e del marito, Valerano III di Limburgo, sul Marchesato di Namur, secondo la Histoire du comté de Namur, continuò, anche con saccheggi da parte di Valerano, ma Filippo seppe difendersi egregiamente sino a raggiungere un accordo: la pace di Dinant, nel marzo del 1222, che ricalcava il trattato che era stato firmato, nel 1199.
Secondo un documento della Histoire généalogique de la Maison royale de Courtenay, Filippo, nel 1223, prestò giuramento di fedeltà al re di Francia, Filippo II Augusto.
Secondo la Chronique de Guillaume de Nangis, Collection des Mémoires relatifs à l'histoire de France, nel 1226, Filippo, al seguito del re di Francia, Luigi VIII, prese parte alla crociata albigese; quando arrivarono ad Avignone, alcuni cavalieri cominciarono ad ammalarsi, comunque Filippo si distinse all'assedio della città; poi i Crociati continuarono ad avanzare e arrivarono a Tolosa, con facilità; durante il ritorno verso nord, la malattia fece altre vittime, tra cui lo stesso re e Filippo II, Marchese di Namur, a Saint-Flour, in Alvernia.
Suo fratello minore, Enrico, che, sempre secondo la Chronica Albrici Monachi Trium Fontium, era sotto la tutela di Enguerrand III de Coucy, signore di Coucy, gli succedette come Enrico II.

## Discendenza
Di Filippo non si conosce alcuna moglie né alcuna discendenza.

## Ascendenza
|                         |                         |                          | Genitori                 |  |  | Nonni |  |  | Bisnonni            |  |  | Trisnonni            |  |
|                         |                         |                          |                          |  |  |       |  |  | Luigi VI di Francia |  |  | Filippo I di Francia |  |
|                         |                         |                          |                          |  |  |       |  |  | Luigi VI di Francia |  |  | Filippo I di Francia |  |
|                         |                         | Berta d'Olanda           |                          |  |  |       |  |  | Luigi VI di Francia |  |  |                      |  |
| Pietro I di Courtenay   |                         |                          |                          |  |  |       |  |  | Luigi VI di Francia |  |  |                      |  |
|                         |                         | Adelaide di Savoia       | Umberto II di Savoia     |  |  |       |  |  |                     |  |  |                      |  |
|                         |                         | Adelaide di Savoia       | Umberto II di Savoia     |  |  |       |  |  |                     |  |  |                      |  |
|                         |                         | Adelaide di Savoia       | Giselda di Borgogna      |  |  |       |  |  |                     |  |  |                      |  |
| Pietro II di Courtenay  |                         | Adelaide di Savoia       |                          |  |  |       |  |  |                     |  |  |                      |  |
|                         |                         | Rinaldo di Courtenay     | Miles di Courtenay       |  |  |       |  |  |                     |  |  |                      |  |
|                         |                         | Rinaldo di Courtenay     | Miles di Courtenay       |  |  |       |  |  |                     |  |  |                      |  |
|                         |                         | Rinaldo di Courtenay     | Ermengarda di Nevers     |  |  |       |  |  |                     |  |  |                      |  |
| Elisabetta di Courtenay |                         | Rinaldo di Courtenay     |                          |  |  |       |  |  |                     |  |  |                      |  |
|                         |                         | Helvise di Donjon        | Ferry di Donjon          |  |  |       |  |  |                     |  |  |                      |  |
|                         |                         | Helvise di Donjon        | Ferry di Donjon          |  |  |       |  |  |                     |  |  |                      |  |
|                         |                         | Helvise di Donjon        | …                        |  |  |       |  |  |                     |  |  |                      |  |
| Filippo II di Namur     |                         | Helvise di Donjon        |                          |  |  |       |  |  |                     |  |  |                      |  |
|                         | Baldovino IV di Hainaut | Baldovino III di Hainaut |                          |  |  |       |  |  |                     |  |  |                      |  |
|                         | Baldovino IV di Hainaut | Baldovino III di Hainaut |                          |  |  |       |  |  |                     |  |  |                      |  |
|                         | Baldovino IV di Hainaut | Iolanda di Gheldria      |                          |  |  |       |  |  |                     |  |  |                      |  |
| Baldovino V di Hainaut  | Baldovino IV di Hainaut |                          |                          |  |  |       |  |  |                     |  |  |                      |  |
|                         |                         | Alice di Namur           | Goffredo I di Namur      |  |  |       |  |  |                     |  |  |                      |  |
|                         |                         | Alice di Namur           | Goffredo I di Namur      |  |  |       |  |  |                     |  |  |                      |  |
|                         |                         | Alice di Namur           | Ermesinda di Lussemburgo |  |  |       |  |  |                     |  |  |                      |  |
| Iolanda di Fiandra      |                         | Alice di Namur           |                          |  |  |       |  |  |                     |  |  |                      |  |
|                         |                         | Teodorico di Alsazia     | Teodorico II di Lorena   |  |  |       |  |  |                     |  |  |                      |  |
|                         |                         | Teodorico di Alsazia     | Teodorico II di Lorena   |  |  |       |  |  |                     |  |  |                      |  |
|                         |                         | Teodorico di Alsazia     | Gertrude delle Fiandre   |  |  |       |  |  |                     |  |  |                      |  |
| Margherita I di Fiandra |                         | Teodorico di Alsazia     |                          |  |  |       |  |  |                     |  |  |                      |  |
|                         |                         | Sibilla d'Angiò          | Folco V d'Angiò          |  |  |       |  |  |                     |  |  |                      |  |
|                         |                         | Sibilla d'Angiò          | Folco V d'Angiò          |  |  |       |  |  |                     |  |  |                      |  |
|                         |                         | Sibilla d'Angiò          | Eremburga del Maine      |  |  |       |  |  |                     |  |  |                      |  |
|                         |                         | Sibilla d'Angiò          |                          |  |  |       |  |  |                     |  |  |                      |  |

### Fonti primarie
- (LA)  Monumenta Germaniae Historica, Scriptores, tomus IX.
- (LA)  Monumenta Germaniae Historica, Scriptores, tomus XXIII.
- (LA)  Recueil des historiens des Gaules et de la France, tomus XII.
- (LA)  Recueil des historiens des Gaules et de la France, tomus XVIII.
- (FR)  Chronique de Guillaume de Nangis, Collection des Mémoires relatifs à l'histoire de France.
- (FR)  Recueil des historiens des croisades. Historiens occidentaux. Tome second.
- (LA)  (FR)  Histoire généalogique de la Maison royale de Courtenay.

### Letteratura storiografica
- D.M. Nicol, "La quarta crociata e gli imperi greco e latino, 1204 - 1261", cap. XIV, vol. III (L'impero bizantino) della Storia del mondo medievale, 1999, pp. 503–558
- (FR)  Histoire du comté de Namur